# Ofiusa
Ofiusa fue una colonia griega del Ponto Euxino.
Estrabón la sitúa en el sur de la desembocadura del río Tiras (Dniéster), mientras en la otra parte de la desembocadura ubica la ciudad de Niconia. Ambas estaban próximas a otra ciudad llamada Tiras, pero esta última se situaría a 120 estadios de la desembocadura. El Periplo de Pseudo-Escílax cita también las ciudades de Niconio y Ofiusa, que eran bañadas por el río Tiras.
Se desconoce su localización exacta. Se ha sugerido que podría identificarse con la colonia de Tiras; ciertamente Plinio el Viejo dice que la ciudad griega de Tiras ocupó el antiguo asentamiento de Ofiusa, hoy llamado Bélgorod del Dniéster, en la presente Ucrania.